# 永琨
永琨（穆麟德轉寫：yung kun，1743年3月11日—1803年2月16日），滿洲正藍旗人，愛新覺羅氏，清朝宗室、將軍，號玉華主人，喜好吟詩唱和。大清和恭親王弘晝第七子，乾隆帝之姪，喀喇沁多羅郡王丹巴多爾濟的岳父。封不入八分輔國公，散秩大臣出身，歷任荊州將軍、寧夏將軍、綏遠城將軍、黑龍江將軍、烏里雅蘇台將軍等八旗駐防將軍，後因罪被嘉慶帝貶為奉國將軍。嘉慶八年（1803年）永琨過世後，嘉慶帝諭道：「永琨係朕叔父和恭親王之子，本為近派宗室，今聞溘逝，朕心殊為悼惜，著派散秩大臣綿懃攜帶陀羅經被賞賜，仍帶侍衛十員，賜奠茶酒。永琨從前原係不入八分公爵，嗣因獲罪革去，今既病故，著加恩開復不入八分公爵。」

## 生平

### 近派宗室
永琨出生於乾隆八年二月十六日亥時（1743年3月11日），其父親為雍正帝第五子，乾隆帝弘曆之弟，和恭親王弘晝，母親則是嫡福晋吳扎庫氏（副都統五什圖之女）。因此永琨是乾隆帝的姪子，是當時的近派宗室之一。
乾隆四十年十二月十九日（1776年2月8日），通過考封制度，永琨等二十名宗室子弟獲封爵位，永琨被封為不入八分輔國公，並且任命在散秩大臣上行走（從二品武職）。
乾隆四十六年十月二十三日（1781年12月8日），永琨被授為正二品的正白旗蒙古副都統。
乾隆五十三年二月（1788年3月），乾隆帝加恩，讓永琨在乾清門行走。同年七月，被調為鑲藍旗滿洲副都統。
乾隆五十六年七月二十四日（1791年8月23日），扎薩克固山貝子丹巴多爾濟被調離正紅旗蒙古都統之位，乾隆帝任命駐藏辦事大臣保泰補授此職，而在其未到時，讓永琨暫時署理該職位。十一月十三日（12月8日），49歲的永琨被升任為從一品正紅旗蒙古都統。

### 駐防將軍
乾隆五十七年十二月二十二日（1793年2月2日），因為時任廣州將軍善德年紀老邁，乾隆帝於是決定讓其返京補授正紅旗蒙古都統一職，而其所遺留的廣州將軍由現任荊州將軍雲騎尉富昌調任，而原本的都統永琨則是調去擔任從一品的荊州將軍一職。
乾隆五十八年四月二十九日（1793年6月7日），乾隆帝認為寧夏將軍管轄當地的滿州官兵，且其轄區與蒙古游牧地區相近，因此時任寧夏將軍一等褒績公隆興不適合擔任該職，所以讓他回京候旨。而荊州將軍永琨乃是近派宗室，因此不適合讓其任職於漢人聚居區，因此讓其調任去擔任寧夏將軍一職。其留下的荊州將軍改由慶桂接任。
乾隆五十九年三月一日（1794年3月31日），時任寧夏將軍永琨等上奏朝廷，說明寧夏將軍所管轄的蒙古正四品佐領和正五品防禦等職位都有所缺失，因此希望可以從當地的蒙古八旗裡一起揀選保舉，乾隆帝便同意按其所說，因為乾隆帝認為佐領防禦等作為辦理當地各佐領事務的人，而寧夏當地的左右翼蒙古若分開揀選，則應該升遷的人員並不足以滿足官職的需求，所以決定同意永琨所求，二者合併一同揀選。十二月二十六日（1795年1月16日），永琨被調任為綏遠城將軍。
乾隆六十年八月四日（1795年9月16日），乾隆帝因為想到恒瑞在外任職已久，又考慮其烏里雅蘇臺將軍之職頗為重要，因此讓永琨補授正白旗漢軍都統，並且擔任烏里雅蘇臺將軍之職，而恒瑞則改任綏遠城將軍。九月七日（10月19日），永琨又被調去擔任黑龍江將軍，並且乾隆帝說道：「永琨是我的姪子，最近的宗室成員，想來他會顧惜體面，等他到黑龍江時，必須要痛懲陋習，為朝廷實心辦事。」九月二十一日（11月2日），由於打牲烏拉總管舍爾圖被革職發往伊犁充當苦差，因此乾隆帝便讓吉林將軍秀林和剛上任的黑龍江將軍永琨一同商議後，從齊齊哈爾城協領內揀選一人推薦。
嘉慶元年（1796年），直隸大名道皂頭段文經與元城縣快頭徐克展因為在乾隆五十一年（1786年），打著「大明」旗號，以八卦教名義發動武裝起義，殺死當時的大名道道員熊恩紱。而永琨在這一年捕獲了他的同黨鄭見貴，因此因功被交部議敘。同年十二月七日（1797年1月4日），太上皇乾隆決定罷免掉盛京、吉林、黑龍江三地的八旗兵有關於雲梯演習方面的訓練，這件事起初是因為乾隆本來認為，駐守在各地省城的八旗滿兵終日無所事事，因此下令將雲梯相關的演習加入日常操練之中。但在兵部通過並下達相關命令之後，在黑龍江等這三個地方，黑龍江將軍永琨上奏認為黑龍江地方對於演習一事有所不便，而乾隆也考慮到了這三個東北省份，武藝素來都很好，而當地的形勢又與中原等地有所差異，所以便下令停止在這三個省份推行演習一事。
嘉慶二年五月十二日（1797年5月27日），永琨被調任為烏里雅蘇臺將軍。八月，永琨先是兼任了鑲白旗漢軍都統一職，到了這個月的二十日（10月9日），永琨再被任命兼任正紅旗蒙古都統之職。
嘉慶四年正月二十一日（1799年2月25日），永琨再兼任內大臣之職。

### 革職守陵
嘉慶四年，首先在三月十七日（4月21日），嘉慶帝認為永琨年老有腿疾，加上烏里雅蘇台地寒，其負責的帶領官兵打圍等事。想必不能妥辦，因此讓他來京，只管理都統的事務就可以了。五月三十日（7月2日），嘉慶帝又因其過往政績平常加上濫用職權等問題，革去了永琨的都統職位和公爵，賞給他二品奉國將軍爵位，並讓他去清東陵當差。
嘉慶五年三月十一日（1800年4月4日），嘉慶帝諭旨說道，考慮到之前說永琨聲名平常並無證據，加上擅用八百里驛遞，只不過是失察屬下沿用舊習，而後嘉慶又說到永琨乃和恭親王之子，和他是從兄弟的關係，若是讓他在陵園久居，則不能體現嘉慶自己篤愛宗支的本意，因此加恩讓永琨補授正二品的正白旗漢軍副都統之職，並回京當差。十一月時，再讓他管理圓明園的八旗事務。
嘉慶八年（1803年），永琨過世後，嘉慶帝諭道：「永琨係朕叔父和恭親王之子，本為近派宗室，今聞溘逝，朕心殊為悼惜，著派散秩大臣綿懃攜帶陀羅經被賞賜，仍帶侍衛十員，賜奠茶酒。永琨從前原係不入八分公爵，嗣因獲罪革去，今既病故，著加恩開復不入八分公爵。」

## 家庭

### 父
- 弘晝（1712年－1770年）：大清和恭親王，乾隆帝五弟，乾隆朝著名的「荒唐王爺」。

### 妻
- 完顏氏：從二品散秩大臣博第（曾歷任奉天將軍、黑龍江將軍等要職）之女。[24]

### 妾
- 王氏：王德之女。[24]

### 子
- 綿令（1765年－1797年）：永琨長子，完顏氏所生。爵封三等輔國將軍，官至正四品二等侍衛。[24]
- 綿仲（1768年－1814年）：永琨次子，完顏氏所生。曾過繼給其八叔永𱯞為嗣，後因其父過世時，並無兒子可以繼承，於是又回歸。爵封三等鎮國將軍，官至正四品二等侍衛。[24]
- 綿俸（1768年－1770年）：永琨三子，王氏所生。早夭。[24]
- 綿柔（1777年－1780年）：永琨四子，完顏氏所生。早夭。[24]